# Kožuar
Kožuar (Servisch cyrillisch Кожуар) is een plaats in de Servische gemeente Ub. De plaats telt 708 inwoners (2002).